# Seznam vojaških plovil operacije Puščavska nevihta
Seznam vojaških plovil operacije Puščavska nevihta.

## Argentina
- rušilec ARA Almirante Brown (D10)
- fregata ARA Spiro (F12)

## Avstralija
- fregata HMAS Adelaide (01)
- fregata HMAS Darwin (04)
- tanker HMAS Success (AOR304)
- raketni rušilec HMAS Brisbane (41)
- fregata HMAS Sydney (03)
- oskrbovalna ladja HMAS Westralia (AO195)

## Belgija
- minolovec BNS Iris (M920)
- minolovec BNS Myosotis (M922)
- podporna ladja BNS Zinnia (A961)

## Danska
- fregata HMDS Olfert Fischer (F355)

## Francija
- fregata Protet (F748)
- fregata Commandant Ducuing (F795)
- protipodporniški rušilec Dupleix (D641)
- protipodmorniški rušilec Montcalm (D642)
- letalonosilka Clemenceau (R98)
- rušilec Colbert (C611)
- tanker Var (A608)
- fregata Doudart de Langrée (F728)
- fregata Commandant Bory (F726)
- raketni rušilec Du Chayla (D630)
- protipodmorniški rušilec La Motte-Picquet (D645)
- tanker Durance (A629)

## Grčija
- fregata HS Limnos (F451)

## Irak
- fregata Ibn Khaldoum (507)[1]
- 9x hitro jurišno plovilo razreda osa-I in osa-II
- 6x hitro jurišno plovilo FNS-5[2]
- 2x hitro jurišno plovilo FPB-57[2]
- 3x tankovsko transportno plovilo (LCT) razreda polnočni
- 6x amfibicijsko transportno plovilo[2]
- oceanski minolovec Al Yarmouk (465)
- oceanski minolovec Al Kadisia (467)
- 3x obalni minolec razreda jevgenija
- 3x rečni minolovec razreda nestin[1]
- 70 manjših plovil

## Italija
- korveta Sfinge (F554)
- korveta Minerva (F551)
- fregata Libeccio (F572)
- fregata Orsa (F567)
- tanker Stromboli (A5327)
- fregata Leffiro (F577)
- raketni rušilec Audace (D551)
- fregata Lupo (F564)
- fregata Sagittario (F565)
- tanker Vesuvio (A5329)
- amfibijsko plovilo San Marco (L9893)
- minolovec Milazzo (M5552)
- minolovec Vieste (M5553)
- minolovec Platano (M5516)
- transportna ladja Tremiti

## Kanada
- rušilec HMCS Athabaskan (282)
- fregata HMCS Terra Nova (259)
- podporna ladja HMCS Protecteur (AOR509)
- fregata HMCS Fraser (233)

## Nemčija
- minolovec FGS Koblenz (M1071)
- minolovec FGS Wetzlar (M1075)
- minolovec FGS Marburg (M1080)
- minsko plovilo FGS Uberherrn
- minsko plovilo FGS Laboe
- depotna ladja FGS Werra (A68)
- transportna ladja za strelico FGS Westerwald (A1435)

## Nizozemska
- zračnoobrambna fregata HrMs Witte de With (F813)
- fregata HrMs Pieter Florisz (F826)
- hitra bojna podporna ladja HrMs Poolster (A835)
- zračnoobrambna fregata HrMs Jacob Van Heemskersk (F812)
- fregata HrMs Philips Van Almonde (F823)
- hitra bojna podporna ladja HrMs Zuiderkruis (A832)
- minolovec HrMs Alkmaar (M850)
- minolovec HrMs Zierikzee (M862)

## Norveška
- obalnoobrambni kuter KVS Andenes (W322)

## Portugalska
- podporna ladja NRP San Miguel (A5208)

## Savdska Arabija
- obalni minolovec Addiryah (412)
- obalni minolovec Al Quysumah (414)
- obalni minolovec Al Wadeeah)
- obalni minolovec Safwa)

## Sovjetska zveza[3]
- rušilec Admiral Tributs
- rušilec razreda kašin
- podporna ladja

## Španija
- fregata Santa Maria (F81)
- korveta Descubierta (F31)
- korveta Cazadora (F35)
- oskrbovalna ladja Aragón (L22)
- fregata Numancia (F83)
- korveta Diana (F83)
- korveta Infanta Cristina (F34)

## Združene države Amerike
Middle East Task Force
- poveljniška ladja USS La Salle (AGF3)
- raketna križarka USS England (CG22)
- rušilec USS David R. Ray (DD971)
- fregata USS Barbey (FF1078)
- fregata USS Reid (FFG30)
- fregata USS Vandegrift (FFG48)
- fregata USS Robert G. Bradley (FFG49)
- fregata USS Taylor (FFG50)
- križarka USS Antietam (CG54)[4]

Letalonosilna bojna skupina Independence
- letalonosilka USS Independence (CV62)
- križarka USS Jouett (CG29)
- rušilec USS Goldsborough (DDG20)
- fregata USS Reasoner (FF1063)
- fregata USS Brewton (FF1086)
- bojna podporna ladja USS White Plains (AFS4)
- oskrbovalna ladja s strelivom USS Flint (AE32)
- tanker USS Cimarron (AO177)

Letalonosilna bojna skupina Dwight D. Eisenhower
- letalonosilka USS Dwight D. Eisenhower (CVN69)
- križarka USS Ticonderoga (CG47)
- rušilec USS Scott (DDG995)
- fregata USS John Hall (FFG32)
- oskrbovalna ladja s strelivom USS Suribachi (AE21)
- tanker USS Neosho (T-AO143)

6. flota
- rušilec USS Tattnall (DDG19)
- rušilec USS John D. Rogers (DD983)
- rušilec USS Peterson (DD969)
- fregata USS Paul (FF1080)
- rušilni tender USS Sierra (AD19)
- preskrbovalni tanker USS Savannah (AOR4)

Letalonosilna bojna skupina Saratoga
- letalonosilka USS Saratoga (CV60)
- križarka USS Philippine Sea (CG58)
- križarka USS Biddle (CG34)
- rušilec USS Spruance (DD963)
- rušilec USS Sampson (DDG10)
- fregata USS Elmer Montgomery (FF1082)
- fregata USS Thomas C. Hart (FF1092)
- rušilni tender USS Yellowstone (AD41)
- hitra bojna podporna ladja USS Detroit (AOE4)
- +bojna ladja USS Wisconsin (BB64)[5]

Amfibicijska skupina 26. marinske ekspedicijske enote
- amfibicijska jurišna ladja USS Inchon (LPH12)
- amfibicijski transportni privez USS Nashville (LPD13)
- privezna pristajalna ladja USS Whidbey Island (LSD41)
- tankovska pristajalna ladja USS Fairfax County (LST1193)
- tankovska pristajalna ladja USS Newport (LST1179)

Letalonosilna bojna skupina John F. Kennedy
- letalonosilka USS John F. Kennedy (CV76)
- križarka USS Thomas S. Gates (CG51)
- križarka USS San Jacinto (CG56)
- križarka USS Mississippi (CGN40)
- rušilec USS Moosbrugger (DD980)
- fregata USS Samuel B. Roberts (FFG58)
- hitra bojna podporna ladja USS Seattle (AOE3)
- bojna podporna ladja USS Sylvannia (AFS2)

Amfibicijska skupina 1. marinske ekspedicijske sile
- amfibicijsko jurišno plovilo USS Nassau (LHA4)
- privezna pristajalna ladja USS Gunston Hall (LSD44)
- transportni privez USS Raleigh (LPD1)
- amfibicijska jurišna ladja USS Iwo Jima (LPH2)
- amfibicijska jurišna ladja USS Guam (LPH9)
- amfibicijski transportni privez USS Shreveport (LPD12)
- amfibicijski transportni privez USS Trenton (LPD14)
- privezna pristajalna ladja USS Portland (LSD37)
- privezna pristajalna ladja USS Pensacola (LSD38)
- tankovska pristajalna ladja USS Saginaw (LST1188)
- tankovska pristajalna ladja USS Spartanburg County (LST1192)
- tankovska pristajalna ladja USS Manitowoc (LST1180)
- tankovska pristajalna ladja USS La Moure County (LST1194)
- aviacijska podporna ladja USNS Wright (T-AVB3)
- aviacijska podporna ladja USNS Curtiss (T-AVB4)
- bolnišnična ladja USNS Mercy (T-AH19)
- bolnišnična ladja USNS Comfort (T-AH20)

Logistična podpora
- USS Algol (T-AKR287)
- USS Bellatrix (T-AKR288)
- USS Denebola (T-AKR289)
- USS Pollux (T-AKR290)
- USS Altair (T-AKR291)
- USS Regulus (T-AKR292)
- USS Capella (T-AKR293)
- USS Antares (T-AKR294)

Protiminska plovila
- minolovec USS Avenger (MCM1)
- minolovec USS Adroit (MSO509)
- oceanski minolovec USS Impervious (MSO449)
- oceanski minolovec USS Leader (MSO490)

Letalonosilna bojna skupina Midway
- letalonosilka USS Midway (CV41)
- križarka USS Mobile Bay (CG53)
- križarka USS Sterett (CG31)
- križarka USS Bunker Hill (CG52)
- rušilec USS Hewitt (DD966)
- rušilec USS Fife (DD991)

7. flota
- amfibicijska poveljniška ladja USS Blue Ridge (LCC19)
- amfibicijski transportni privez USS Dubuque (LPD8)
- tankovska pristajalna ladja USS San Bernardino (LST1189)
- reševalna ladja USS Beaufort (ATS2)
- reševalna ladja USS Brunswick (ATS3)

Letalonosilna bojna skupina Ranger
- letalonosilka USS Ranger (CV61)
- križarka USS Valley Forge (CG50)
- križarka USS Princeton (CG59)
- rušilec USS Paul F. Foster (DD964)
- rušilec USS Harry W. Hill (DD986)

Letalonosilna bojna skupina America
- letalonosilka USS America CV66)
- križarka USS Virginia (CGN38)
- križarka USS Normandy (CG60)
- rušilec USS William V. Pratt (DDG44)
- rušilec USS Preble (DDG46)
- fregata USS Halyburton (FFG40)
- oskrbovalna ladja s strelivom USS Nitro (AE23)
- preskrbovalni tanker USS Kalamazoo (AOR6)

Letalonosilna bojna skupina Theodore Roosevelt
- letalonosilka USS Theodore Roosevelt (CVN71)
- križarka USS Leyte Gulf (CG55)
- križarka USS Richmond K. Turner (CG20)
- rušilec USS Baron (DD970)
- rušilec USS Hawes (FFG55)
- fregata USS Vreeland (FF1068)
- oskrbovalna ladja s strelivom USS Santa Barbera (AE28)
- tanker USS Platte (AO186)

## Združeno kraljestvo
- rušilec HMS York (D98)
- fregata HMS Battleaxw (F89)
- fregata HMS Jupiter (F60)
- podporni tanker HMS Orangeleaf (A110)
- obalni minolovec HMS Cattistock (M31)
- obalni minolovec HMS Atherstone (M38)
- obalni minolovec HMS Huworth (M34)
- raziskovalna ladja HMS Herald (A138)
- fregata HMS Brazen (F91)
- fregata/poveljniška ladja HMS London (F95)
- rušilec HMS Gloucester (D96)
- tanker RFA Olna (A123)
- preskrbovalna ladja<!-replenishment ship--> RFA Fort Grange (A385)
- prednja popravljalna ladja RFA Diligence (A132)
- transportna ladja RFA Sir Galahad (L3005)
- transportna ladja RFA Sir Percivale (L3036)
- rušilec HMS Cardiff (D108)
- aviacijska trenažna ladja RFA Argus (A135)
- minolovec HMS Dulverton (M35)
- minolovec HMS Ludbury (M30)
- poveljniška ladja HMS Hecla (A133)
- minolovec HMS Brecon (M29)
- minolovec HMS Brocklesby (M33)
- minolovec HMS Bicester (M36)
- fregata HMS Brilliant (F90)[6]
- fregata HMS Brave (F94)